# Idaea palaestinensis
Idaea palaestinensis là một loài bướm đêm trong họ Geometridae.